# Josef Emanuel Hilscher
Josef Emanuel Hilscher (22. ledna 1806 Litoměřice – 2. listopadu 1837 Milán) byl rakouský voják, básník a překladatel poezie. Stal se vojákem a povýšil na rotmistra, ale do paměti se zapsal svými vlastními básněmi a vysoce ceněnými překlady Byronových básní do němčiny. Hilscherovy básně vydal po jeho smrti rakouský básník Ludwig Frankl (1810–1894) jako redaktor listu „Oesterreichisches Morgenblatt“.